# LHB-Wagen
Die LHB-Wagen, englisch LHB-Coaches, sind eine Reisezugwagen-Gattung der Indian Railways (IR), die ab den 2000er-Jahren zuerst in den hochwertigen Schnellzügen, später auch in den anderen Reisezügen eingesetzt wird und langsam die älteren ICF-Wagen ablöst.

## Geschichte
Ab dem Jahr 1993 leitete IR die Beschaffung neuer Wagen ein, welche gegenüber den bestehenden ICF-Wagen auf den bestehenden Strecken höhere Geschwindigkeiten erreichen können. Sie schloss 1995 einen Vertrag mit dem deutschen Hersteller LHB ab, in dessen Rahmen das später von Alstom übernommene Unternehmen 24 klimatisierte Schnellzugwagen zu liefern hatte. Weiter verpflichtete sich LHB einen Technologietransfer für die Fertigung der Wagen in Indien abzugeben.
Die Produktionsanlagen für die LHB-Wagen sind in der Rail Coach Factory (RCF) in Kapurthala 400 km nordwestlich von Delhi. Bis August 2020 waren von den LHB-Wagen 6500 Stück gebaut worden. Die Produktion der ICF-Wagen, der Vorgängerbaureihe, wurde im Januar 2018 eingestellt. Im Juli 2020 fertigte RCF 151 LHB-Wagen, was die größte in einem Kalendermonat gefertigte Stückzahl seit Betriebsaufnahme war.
Die Wagen werden seit 2000 auf dem Streckennetz eingesetzt. Anfangs sollten sie nur für die hochwertigen Schnellzügen der Zuggattungen Rajdhani Express, Shatabdi Express und Duronto Express eingesetzt werden. Die importierten Wagen verkehrten eine Zeit lang im Delhi-Lucknow-Shatabdi, wo es anfänglich zu Problemen mit eingeworfenen Scheiben, Zugtrennungen und zu schwachen Klimaanlagen kam, sodass Alstom nachbessern musste. Ab Dezember 2003 verkehrten die ersten von RCF hergestellten Wagen im Delhi-Mumbai Rajdhani. Später entschied die Bahn alle Reisezüge auf LHB-Wagen umzustellen, da diese leichter und sicherer sind als die ICF-Wagen.

## Technik
Die Wagenkasten sind aus rostfreiem Stahl, die Trennwände im Innenraum bestehen aus Aluminium. Der Kasten ist mit einer Länge von 23,54 m mehr als zwei Meter länger als derjenige der ICF-Wagen, was den LHB-Wagen ein größeres Fassungsvermögen gibt. Sie haben größere Fenster, die eine bessere Aussicht für die Reisenden gewähren, und eine verbesserte Schalldämmung gegenüber den alten Wagen. Zwei im Dach eingebaute Klimaanlagen kühlen und heizen den Innenraum. Eine Mikroprozessorsteuerung sorgt dafür, dass die Toiletten erst entleert werden, wenn der Wagen mindestens 30 km/h fährt. Dadurch sollen die Gleise im Bahnhofsbereich weniger verschmutzt werden. Die Wagen stützen sich über eine Stahl-Flexicoilfederung auf Drehgestellen ab, die von FIAT SIG in Neuhausen am Rheinfall entwickelt worden waren und aus denjenigen der Eurofima-Wagen abgeleitet worden sind. Das Gewicht des Drehgestells beträgt 6,3 t.

## Modell
Der indische Modellbahnhersteller The Pink Engine hat Modelle dieser Baureihe für die Nenngröße H0 im Programm.